# Edgar Ernst (Fußballspieler)
Edgar Ernst (* 24. August 1934) ist ein ehemaliger deutscher Fußballtorwart. Mit der BSG Chemie Zeitz spielte er 1959 und 1960 in der DDR-Oberliga, der höchsten Spielklasse im DDR-Fußball.

## Sportliche Laufbahn
Nachdem Edgar Ernst in Zechau im Altenburger Land als Torwart bis zum 17. Lebensjahr aktiv war, wechselte er 1951 zur Betriebssportgemeinschaft (BSG) Motor Meuselwitz in die drittklassige Landesklasse Thüringen. Nach der Umstrukturierung der DDR-Fußballligen spielte er mit der BSG Motor bis 1955 in der drittklassigen Bezirksliga Leipzig. Zur Saison 1956 (Kalenderjahrsaison) schloss sich Ernst dem zweitklassigen DDR-Ligisten Chemie Zeitz an. Dort war er als zweiter Torwart neben Lothar Richter vorgesehen, überflügelte diesen aber mit zwölf Ligaspielen, während Richter nur auf elf Einsätze kam. In den nächsten beiden Spielzeiten musste sich Ernst mit neun (1957) bzw. elf (1958) Punktspielteilnahmen mit der Rolle des Ersatzmanns begnügen. In der Saison 1958 gelang der BSG Chemie der Aufstieg in die DDR-Oberliga. Obwohl auch für die Oberligasaison 1959 nur als zweiter Torwart vorgesehen, rückte Ernst aber nach dem fünften Spieltag als Stammtorhüter auf, da sich Lothar Richter langfristig verletzt hatte. Damit bestritt Ernst 23 der 26 Oberligaspiele (Richter kam noch zweimal als Einwechselspieler zum Einsatz). Edgar Ernst blieb auch in den folgenden Spielzeiten bis 1967 die Nummer eins im Tor der Zeitzer. In seiner zweiten Oberligasaison 1960 stand er in allen 26 Punktspielen im Tor, danach musste Chemie Zeitz wieder in die DDR-Liga absteigen. In den sechs Spielzeiten bis zu seinem Ausscheiden bestritt er 155 der 185 ausgetragenen Ligaspiele. Während seiner letzten beiden Spielzeiten bekam er Konkurrenz durch den sieben Jahre jüngeren Torwart Dieter Haarseim, der ihn schließlich 1967 endgültig ablöste. Als Edgar Ernst nach der Saison 1966/67 seine Karriere als Leistungssportler beendete, konnte er eine Bilanz von 236 Punktspieleinsätzen aufweisen, darunter waren 49 Oberligaspiele.